# Данилов, Дмитрий Михайлович
Дмитрий Михайлович Данилов (1881 — 10 июня 1954) — деятель Российского социал-демократического движения, большевик, член Учредительного собрания, чертёжник Сормовского завода.

## Биография
Родился в заводском селе Сормово Балахнинского уезда (ныне в черте города Нижний Новгород). По сословному происхождению из крестьян. Начал работать на заводе с 16 лет. Служил чертежником. По одним сведениям состоял в РСДРП с 1900 года (эта дата подтверждается надписью на памятнике), по другим — с 1903, член фракции большевиков. Сообщается, что Данилов активно участвовал в революциях 1905—1907 и 1917 годов и в Сормове, и в Нижнем Новгороде, но детали неизвестны.
5 марта 1917 года избран депутатом в Совет рабочих депутатов от Сормовского завода. 6 апреля 1917 года на общем собрании избирается и постоянный Сормовский комитет РСДРП в числе 15 членов, а несколько позже избран его председателем.
В 8 по 16 августа 1917 был делегатом VI съезда РСДРП(б). 25 сентября 1917 года на собрании членов Нижокружкома РСДРП(б) решено для агитационной работы по выборам в Учредительное собрание послать Д. М. Данилова в Арзамасский уезд.
В конце 1917 года избран во Всероссийское учредительное собрание в Нижегородском избирательном округе по списку № 7 (большевики).
В начале декабря 1917 года вместе с ещё одним сормовским большевиком, Курицыным, провёл первую уездную партийную конференцию большевиков в Балахне.

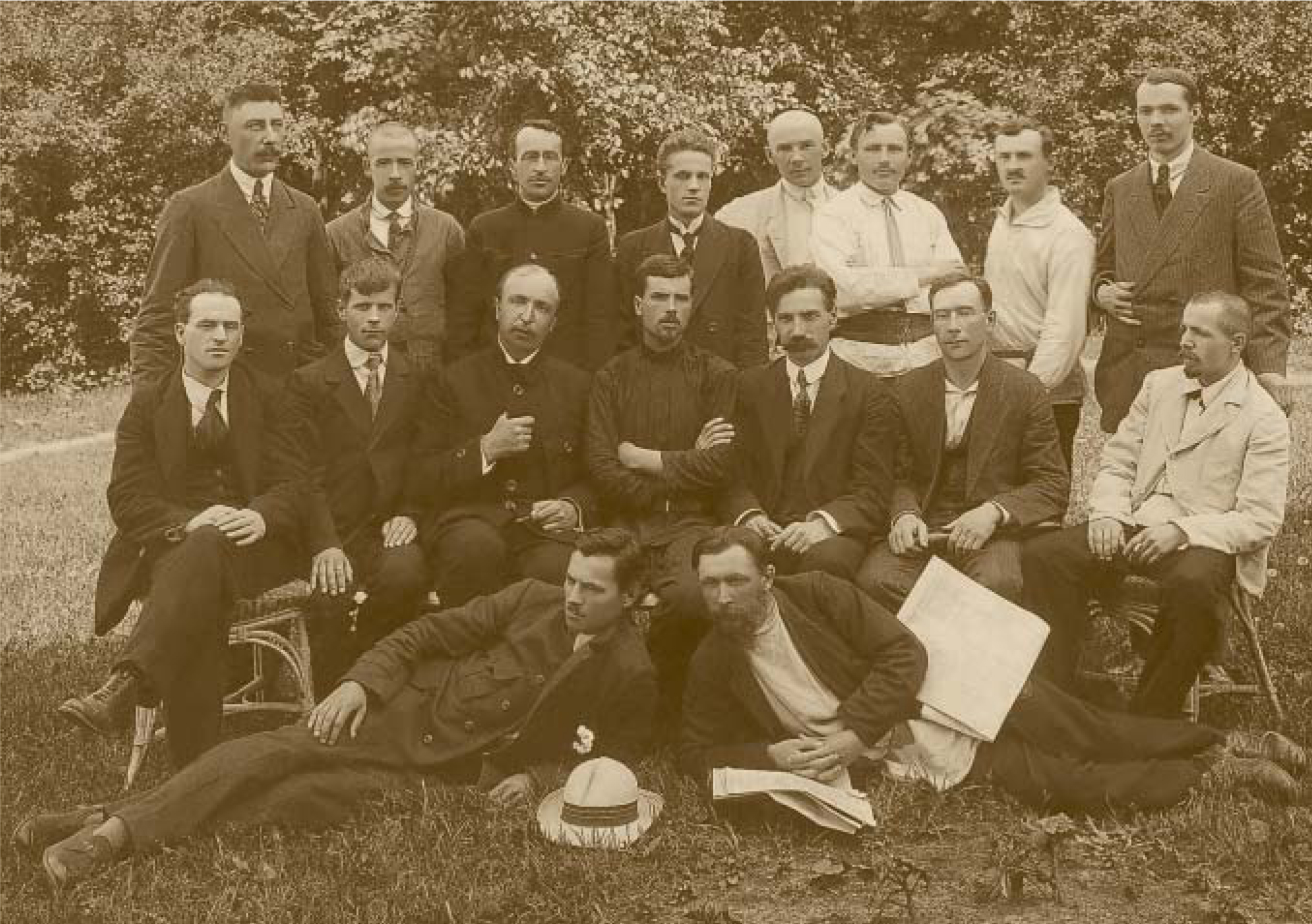
Нижегородский губисполком, лето 1918 года. Д. М. Данилов лежит справа.

16 марта 1918 года совместно с А. В. Савельевой руководил проведением первой в Нижнем Новгороде конференции Союза рабочей молодежи III Интернационала (будущего комсомола) для принятия единого Устава, создания губернского центра.
В 1918—1919 годах — член Нижегородского губисполкома, член Президиума Нижгубсовнархоза.
В 1919—1920 годах — председатель Павловского уездного комитета ВКП (б), председатель уездного исполкома.
В 1920—1923 годах — секретарь Нижегородского горкома ВКП (б).
С 1923 года оставил партийную работы. Служил председателем ревизионной комиссии по обследованию предприятий Нижгубсовнархоза, заместителем главного инженера НижГРЭС в городе Балахна, конструктором на заводе «Двигатель Революции» и Нижегородском радиотелефонном заводе.
Последние годы директор Музея Я. М. Свердлова в г. Горьком.
10 июня 1954 года скончался в городе Горьком, похоронен на Бугровском кладбище (14 квартал), могила заброшена.

### Рекомендуемые источники
- Нольде Б. Э. В. Д. Набоков в 1917 г. // APR Т. 7. М., 1991